# Friedhof Marienfelde

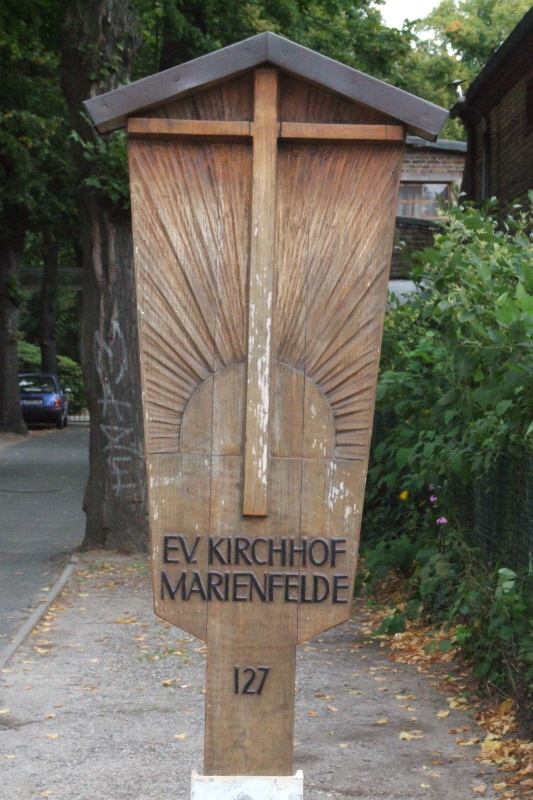
Der Wegweiser

Friedhof Marienfelde lautet die Kurzbezeichnung der Berliner Verkehrsbetriebe für den Kirchhof der ev. Kirchengemeinde Marienfelde nördlich der Dorfkirche Marienfelde in Berlin-Marienfelde. Ein schmaler Weg führt zum Kirchhof mit der Anschrift Marienfelder Allee 127.

## Begräbnisstätten in Marienfelde

### Kirchhof an der Dorfkirche
Die Marienfelder Dorfkirche wurde um 1240 auf einem christlichen Friedhof errichtet. Bis gegen Ende des 19. Jahrhunderts reichte der Platz um die Dorfkirche als Friedhof für das Bauerndorf Marienfelde aus. Dann wurde der erste Abschnitt des heutigen Friedhofs angelegt und auf dem alten Kirchhof nur noch in Ausnahmefällen bestattet. Eine Ausnahme gilt bis heute. Die Grablege der Familie Kiepert, aus der der letzte Patron der Kirche, Adolf Kiepert stammte, kann von der Familie auch weiter genutzt werden.

### Weitere Begräbnisstätten
Neben dem Kirchhof gab es nur kurzfristig einen kleinen Begräbnisplatz beim Kloster vom Guten Hirten, wo unter anderem der Pfarrer Peter Welter beigesetzt wurde.
Marienfelde hat seit den 1920er Jahren eine beachtliche katholische Minderheit. Vor dem Zweiten Weltkrieg wurden die verstorbenen Katholiken in Berlin-Lankwitz bestattet.

## Der Kirchhof Marienfelde

### Geschichte

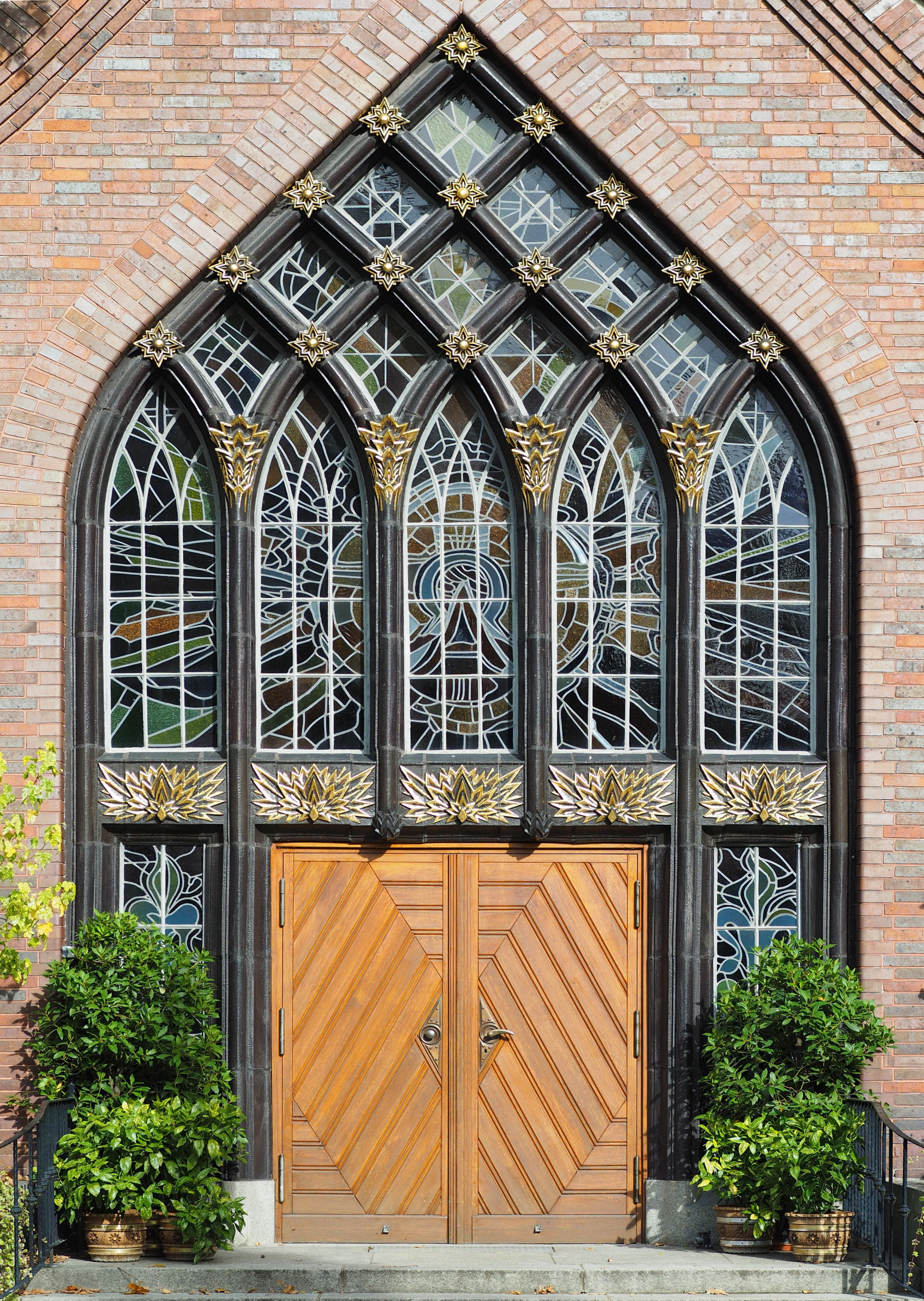
Eingangsfassade der Friedhofskapelle von Bruno Möhring

Im Jahr 1889 wurde der erste Abschnitt des Friedhofs angelegt und von einer Mauer, die weitgehend noch erhalten ist, umgeben. Bis 1919 wurde er zweimal erweitert. An der Mauer errichteten die wohlhabenderen Familien ihre Erbbegräbnisse. Diese sind teilweise durch aufwendigere Grabmale und Einzäunungen als Gräber wohlhabender Familien zu erkennen. Imposante Mausoleen, wie zum Beispiel in Schöneberg, kommen hier nicht vor. Vielfach begnügten sich auch wohlhabende Familien mit schlichten Steinplatten an der Friedhofsmauer. Diese Platten lösen sich nun langsam von der Mauer und es besteht die Gefahr, dass diese Zeugnisse aus der Gründungszeit der Friedhofsanlage verloren gehen.
Vor dem Zweiten Weltkrieg wurde der Kirchhof Marienfelde für Menschen aller Bekenntnisse geöffnet, denn er ist derzeit der einzige Begräbnisplatz in dem stark gewachsenen Ortsteil.

### Bauwerke
Eine bemerkenswerte Erscheinung ist die Friedhofskapelle von 1927. Sie ist das letzte Bauwerk aus der Feder des lange in Marienfelde wohnhaften Architekten Bruno Möhring. Der neoklassizistische Ziegelbau mit der transparenten und dekorativen Eingangsfront nach Süden sorgt für eine besondere Belichtung des Raumes. Die Scheiben dieser Front und die übrigen Fenster wurden im Zweiten Weltkrieg zerstört. Die neuen Fenster entsprechen nicht dem Original. Aber sonst ist diese Kapelle ein Zeugnis für neue Bauformen in den 1920er Jahren und ein gelungenes Abschlusswerk für den Architekten, dessen großen Werke etwa 40 Jahre früher geschaffen wurden. Die Kapelle wird seit 1992 durch eine kleine Wartehalle ergänzt. Ein schlichter Beton- und Ziegelbau am Haupteingang beherbergt die Verwaltung und die Gärtnerei. Die Kapelle steht als Baudenkmal auf der Berliner Denkmalliste.

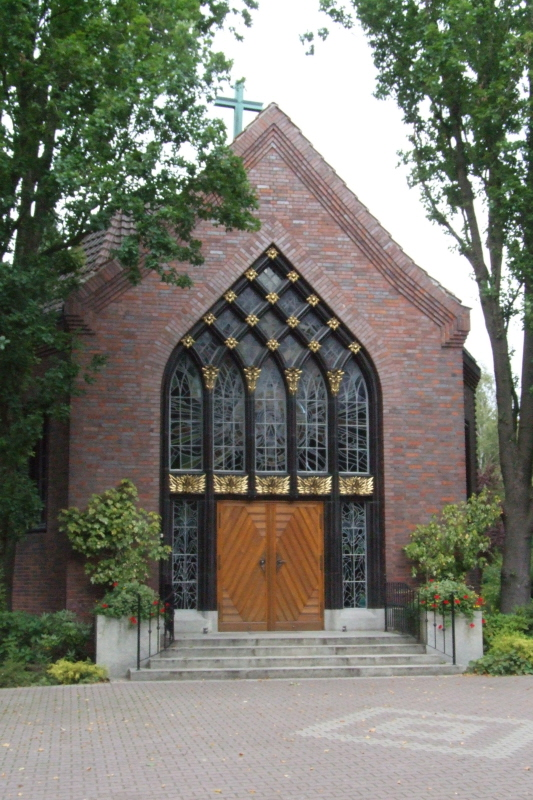
Die Kapelle nach dem Entwurf von Bruno Möhring
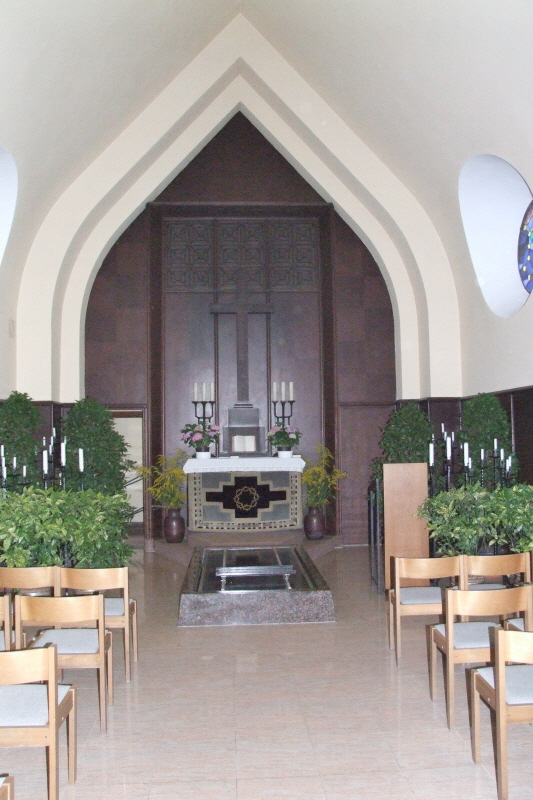
Innenraum der Friedhofskapelle
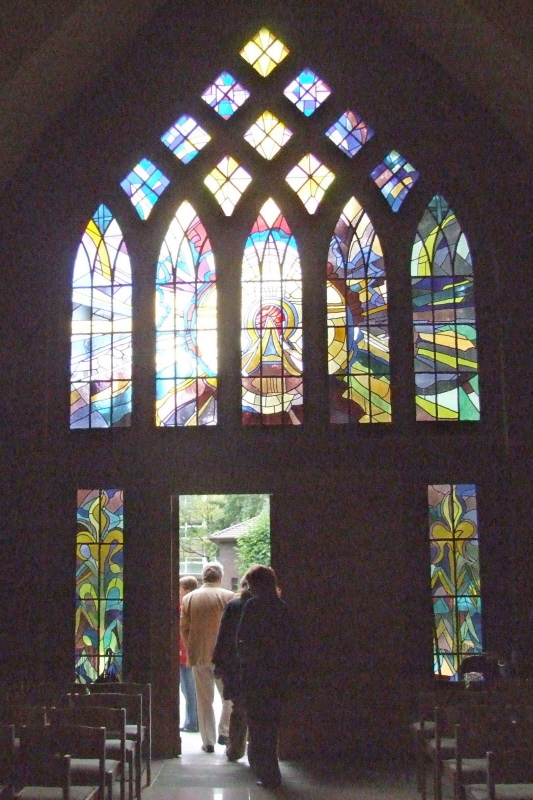
Die Fensterfront der Kapelle
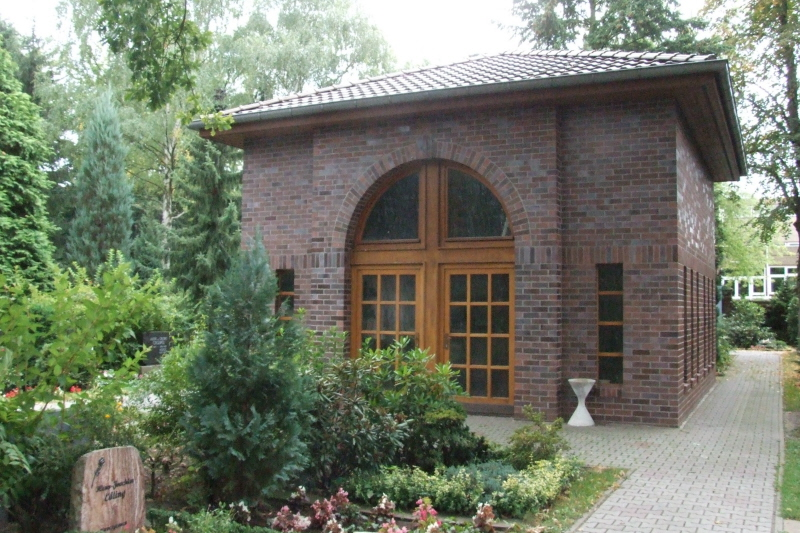
Die Wartehalle von 1992

### Ehrengräber

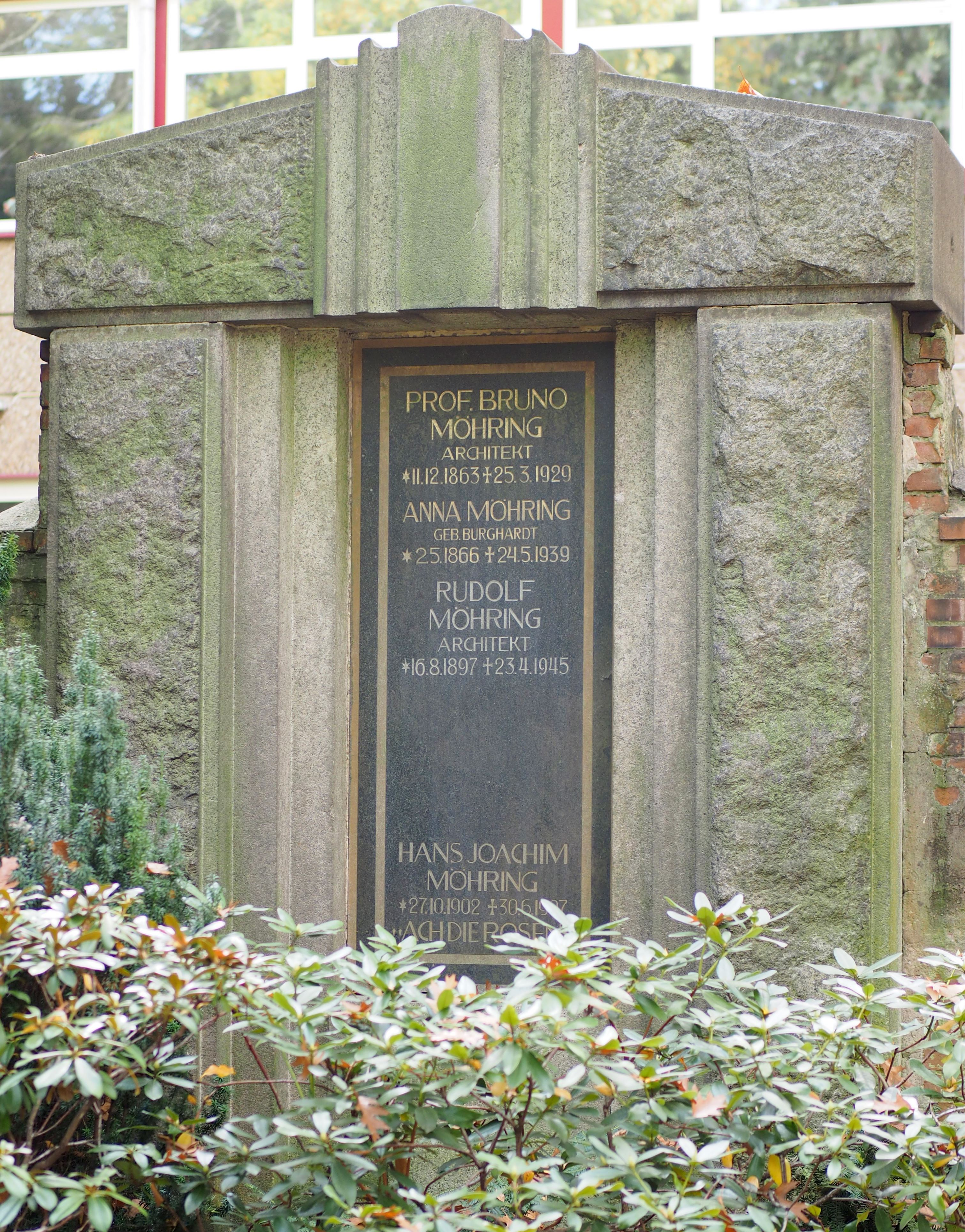
Grabmal der Familie Möhring

Der Begräbnisplatz für den 1929 verstorbenen Architekten Bruno Möhring und seine Familie wurde als Ehrengrab ausgewiesen. Dieses Grabmal an der südöstlichen Friedhofsmauer steht, wie das der Brüder Petsch und des Schlossermeisters Carl Dörre, als Gartendenkmal unter Denkmalschutz.

### Kriegsgräber

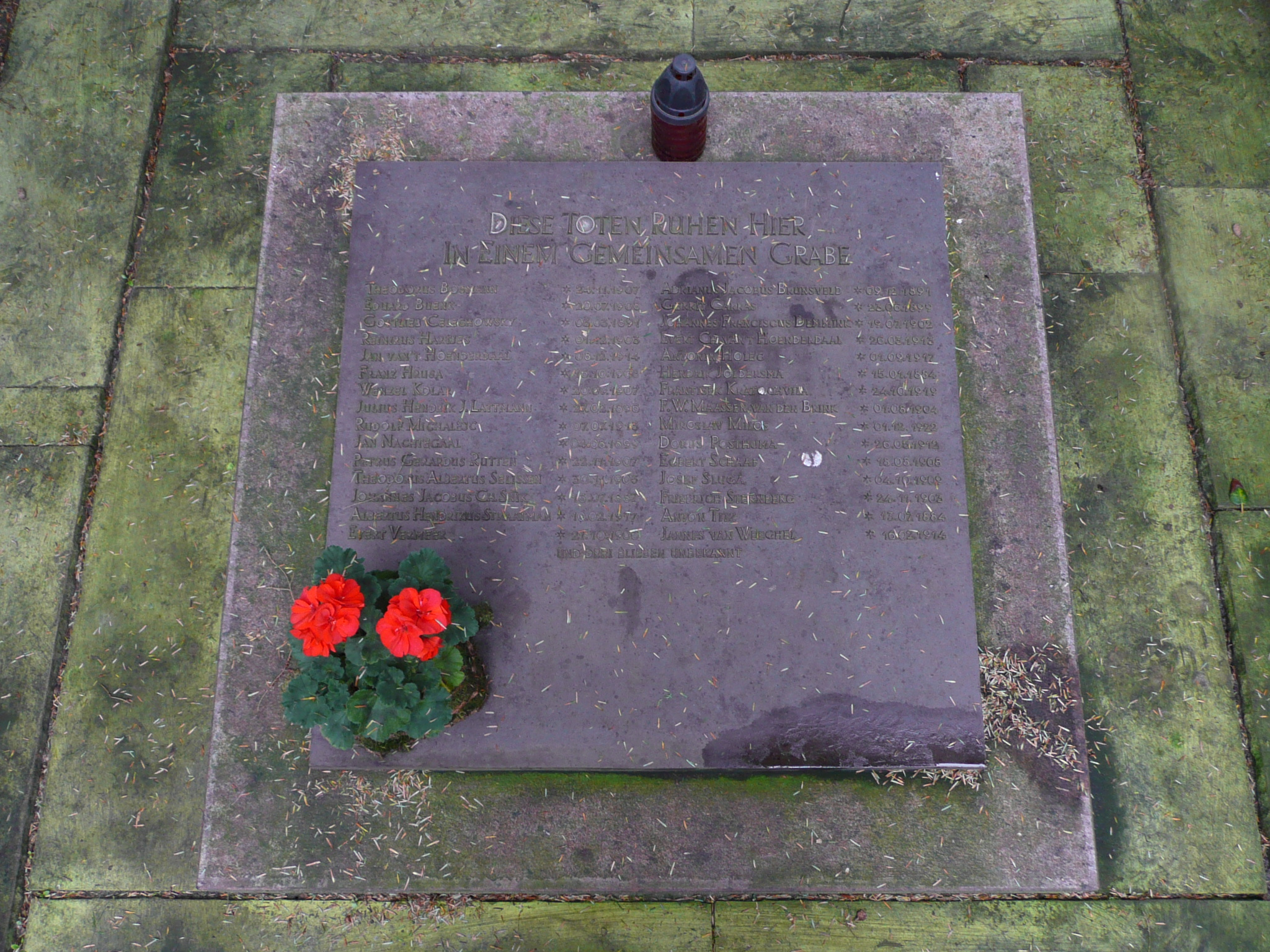
Grabstätte für Zwangsarbeiter, die 1940 bei einem Luftangriff starben

Über 360 Opfer des Ersten und des Zweiten Weltkriegs sind auf diesem Kirchhof bestattet.
Im Ersten wie im Zweiten Weltkrieg war das Kloster vom Guten Hirten ein Feldlazarett. Die dort verstorbenen Soldaten wurden teilweise auf diesem Kirchhof bestattet.
Bombenopfer forderte der Zweite Weltkrieg auch in Marienfelde. Diese sind teilweise auf den Kriegsgräberfeldern beigesetzt.
Die größte Gruppe der Kriegstoten stammt aus den letzten Kämpfen 1945. Zivilisten und Soldaten starben im Frühjahr 1945 hier am Stadtrand von Berlin einen sinnlosen Tod in einem längst entschiedenen Krieg.
Ein besonderes Grab ist für 33 überwiegend niederländische und tschechische Zwangsarbeiter 1941 angelegt worden. Diese starben bei einem nächtlichen Luftangriff am 14. November 1940, als ein von der deutschen Flak abgeschossener britischer Bomber in einem Barackenlager auf dem Gelände des Reichsbahnlagers Daimlerstraße Ecke Säntisstraße einschlug und dort explodierte.

### Besondere Gräber
Der katholische Orden der Schulschwestern ist seit 1945 in Marienfelde ansässig. Die Gemeinschaft wurde von Schwestern gebildet, die nach dem Krieg aus Schlesien vertrieben wurden. Für diese Schwestern ist ein Gräberfeld auf dem Kirchhof reserviert, wo die verstorbenen Nonnen in einheitlich gestalteten schlichten Grabstellen beigesetzt werden. Diese Schlichtheit und Uniformität gibt diesem Teil des Friedhofs ein besonderes Gepräge.